# González (Kolumbia)
González – miasto w Kolumbii, w departamencie Cesar.